# Masao Kida
Masao Kida (japanisch 木田 優夫 Kida Masao; * 12. September 1968 in Kokubunji City, Tokyo Metropolis, Japan) ist ein ehemaliger professioneller japanischer Baseball Pitcher. Von 1999 bis 2000 spielte er für die Detroit Tigers. Von 2003 bis 2005 spielte er für die Los Angeles Dodgers und die Seattle Mariners der Major League Baseball.

## Karriere
Nachdem Kida die Nippon University High School (englisch für die der Nihon-Universität angeschlossene Meisei-Oberschule in Uenohara City, Yamanashi Prefecture) abgeschlossen hat, wurde er 1987 in der ersten Runde des Drafts von den Yomiuri Giants ausgewählt. 1990 gewann er 12 Spiele, verzeichnete die meisten Strikeouts der Liga und wurde für das All-Star-Spiel ausgewählt. In der Saison 1997 wurde er am rechten Ellenbogen operiert. Im Jahr 1998 wurde er im Austausch mit Takahito Nomura an die Orix BlueWave abgegeben. in diesem Jahr erzielte er 16 Saves.
1999 unterschrieb er bei den Detroit Tigers als Free Agent, wurde nach kurzer Zeit aber in die Minor League degradiert Im Juni 2000 kehrte er erneut zu den BlueWave zurück. Dort wurde er 2001 entlassen und spielte für die Saison 2002 bei keinem Team. 2003 unterzeichnete er einen Vertrag mit den Los Angeles Dodgers und spielte dort in der Minor League. Im März 2003 wurde er, zusammen mit seinem Übersetzer, in einen Autounfall verwickelt und wurde ins Krankenhaus eingeliefert. Kida wurde nicht schwer verletzt, sein Übersetzter wurde jedoch schwerer verletzt. Im August desselben Jahres wurde er in die Major League befördert, spielte jedoch nur in drei Spielen. 2004 wechselte er zu den Seattle Mariners. Dort trat er in der Saison 2005 nur einmal auf und wurde am Ende der Saison entlassen.
Nach der Entlassung kehrte Kida zurück und spielte bis 2012 wieder in der japanischen Baseball-Profiliga (NPB). Von 2012 bis 2014 spielte er für die Ishikawa Million Stars in der Baseball Challenge League, einer japanischen Minor League, deren Teams unabhängig von den NPB-Mannschaften sind. Die Million Stars veranstalteten am 14. September 2014 eine Zeremonie für Kida, in welcher entschieden wurde, das seine Nummer 12 nie mehr vergeben wird.
Seit der Saison 2019 agiert er als ein Trainer der Hokkaido Nippon-Ham Fighters.